# Fédération trotskyste japonaise
 (23 janvier 2019).
La Fédération trotskyste japonaise (日本トロッキスト聯盟) est une organisation de gauche japonaise se réclamant du trotskisme et ayant existé de janvier à décembre 1957, date à laquelle elle devient la Ligue communiste révolutionnaire du Japon (LCRJ).

## Histoire
Trois événements relancèrent la critique contre le mouvement communiste officiel au Japon. L'abandon en 1955 par le Parti communiste japonais (PCJ) de la politique dite de « la lutte armée », lors de son sixième congrès, l'écrasement du soulèvement populaire hongrois, et la critique de Staline par Nikita Khrouchtchev en 1956.
Les communistes les plus critiques se tournèrent vers les théories de Léon Trotski à propos de Staline.
Dès 1952, des travailleurs de la préfecture de Gunma, les frères Hideyo et Tomio Uchida, appartenant à la Fraction internationale du parti communiste japonais, s'étaient tournés vers Trotski. Ils commencèrent en 1956, en voyant la contestation s'amplifier dans le PCJ, à publier un journal dissident, "Rebelle", à Gunma, appelant à la formation d'un « nouveau parti communiste », puis à rassembler un congrès préparatoire à la création de la branche japonaise de la Quatrième Internationale. 
En 1956, à l'époque où le « nouveau parti communiste » lançait ses activités, quelques autres groupes avaient suivi la même trajectoire politique que les frères Uchida. S'ignorant initialement, ils prirent peu à peu contact et établirent un front uni.
En 1957, Hideyo Uchida se retire du parti. Le 12 octobre 1957, la Fédération trotskyste japonaise prend le nom de « Ligue communiste révolutionnaire ».

## Quelques figures

### Susumu Okaya
Il était membre du comité de Kyoto du PCJ. Il était surnommé « Trotski » en tant que membre fondateur de la section japonaise de la Quatrième Internationale.

### Ryu Ota
Il avait ses propres activités au sein de l'Alliance des jeunesses socialistes. Il a été l'un des fondateurs de la LCRJ (QI), avant de se tourner vers la lutte de libération des Aïnous.

### Kuroda Kanichi
Il a fait des études théoriques approfondies et animé des cercles marxistes. Il est le fondateur de la Ligue communiste révolutionnaire du Japon (Faction marxiste révolutionnaire) ou LCRJ (Faction marxiste révolutionnaire).
Le 1er octobre 1957, la Fédération trotskyste japonaise est officiellement constituée, avec comme revue Quatrième Internationale.